# ألبرت بلاك
ألبرت بلاك (بالإنجليزية: Albert Black)‏ هو رائد أعمال أمريكي، ولد في 24 يوليو 1959 في دالاس في الولايات المتحدة.